# Kerti izsóp
A kerti izsóp (Hyssopus officinalis) az árvacsalánfélék (Lamiaceae) családjába tartozó faj. Évelő, gyógynövényként és fűszerként is használják. A Földközi-tenger keleti részén és Ázsiában őshonos.

## Jellemzők
Már az ókorban is ismerték, népszerűségének csúcsát a középkorban érte el, amikor szinte minden vár körül megtalálható volt. Termesztése napjainkban ismét felfelé ível. A négy legfontosabb alfaja közül Közép-Európában a majdnem kopasz ssp. officinalis és az erősen szőrös ssp. canescens ismert. Nálunk helyenként termesztett, de vadon is megtalálható évelő félcserje. Gyökere és gyökértörzse karószerű. Gyökere erősen elágazó, mélyre törő, nagy talajréteget sző át. Gyökérnyaka többfejű, melyből több szárat is fejleszt. Szára egyenes, általában mereven felálló, a tövétől kezdve fásodik, felfelé fokozatosan csökken a fásodás mértéke. A szára a család sok fajához hasonlóan szögletesen négyoldalú. 50–70 cm magasságot ér el, csak a felső részében marad zöldes lágy szárú, végig gyéren szőrös.
Levelei keresztben átellenesen állnak, ép szélűek, fénylő, sötétzöldek. A levelek szálasak, lándzsásak, csúcsuk kissé lefelé hajlik. Egy-egy levélörvből 2-3 levélpár is kiindulhat. A levelek válla fokozatosan elkeskenyedve nyélrefutó. A levélnyél rövid, a szárcsúcshoz közel hiányzik, tehát a fiatal levelek ülők. A levelek felszínén és fonákján mélyen besüllyedő olajmirigyek találhatók. Virágzata 7-9 virágból álló, álörvökből összetett egyoldalú álfüzér. A virágkocsány igen rövid, ezért sokszor tűnnek a virágok ülőknek. Hengeres csészéjük 15 erű és 5, csaknem teljesen egyforma fogú. A kétajkú párta kék (f. cyaneus), kéthasábú, az alsó ajak háromkaréjú, a középső karéj hosszabb, mint a felálló oldalkaréjok. Négy porzója közül kettő-kettő tartozik össze. Két termőlevél összenövéséből jön létre a felső állású termő. Hegyes csúcsú makkocska termése a maradó csészében foglal helyet. Alakja hosszúkás tojásdad, színe sötétbarna, fénytelen.

## Felhasználása

### Fűszerként
Kissé kámforos, fűszeres illatú, enyhén kesernyés ízű fűszernövény. Emésztést segítő hatása miatt számos ország konyhájában használják elsősorban zsíros, nehéz ételek, pecsenyék fűszerezésére, de a burgonya, zeller, petrezselyem, hús- és halsaláták, burgonyás ételek, édességek és likőrök ízesítőjeként is kedvelt. Az abszint egyik hagyományos alapanyaga. Keserű-mentás ízt kölcsönöz a húsoknak, leveseknek, salátáknak. A salátákba elsősorban a virágját, míg a zsíros hal- és húsételek, vadhúsok bedörzsölésére, nyúlpástétomba, vese- és báránypörköltbe, zöldséglevesbe a levelét alkalmazzák kis mennyiségben, illetve áfonyával együtt gyümölcssalátákba.

### Gyógynövényként
Teája izzadásgátló, gyulladáscsökkentő, megfázás elleni, görcsgátló hatása van.
A levelek és virágok főzetét a tüdő, orrüreg és torok gyulladásos betegségeiben alkalmazzák, és külsőleg zúzódások borogatására a dagadás és elszíneződés megakadályozására. Köhögéscsillapító, vérnyomást emelő, asztmás, hurutos panaszok esetén használjuk, de szélhajtó, gyomorerősítő, izzadást csökkentő hatása is van. Magas vérnyomás esetén ellenjavallt.

### Illatszerként
Az izsóp a kölnivíz alkotórésze is.

### Egyéb felhasználása
A biokertben káposzta közé ültetve magához csalogatja a káposztalepkéket.

## Hatóanyagai
Illóolajok (pinokamfon, pinén, kamfén, szekviterpén-alkohol), flavonoidok, cseranyagok, és keserűanyagok (marrubin). Ezenkívül glikozidát, gyantát, cukrot tartalmaz. Jól elzárva tartandó.

## Termesztése
Meleg- és napfényigényes, de szinte bármilyen szerkezetű talajon megterem. Magról vagy tőosztással szaporítják, március-áprilisban, illetve májusban. Nevelhetjük cserépben, balkonládában, vagy akár a konyhaablakban is.
A növény föld feletti részét először a virágzás kezdetén, másodszor szeptemberben vághatjuk.

## Képgaléria

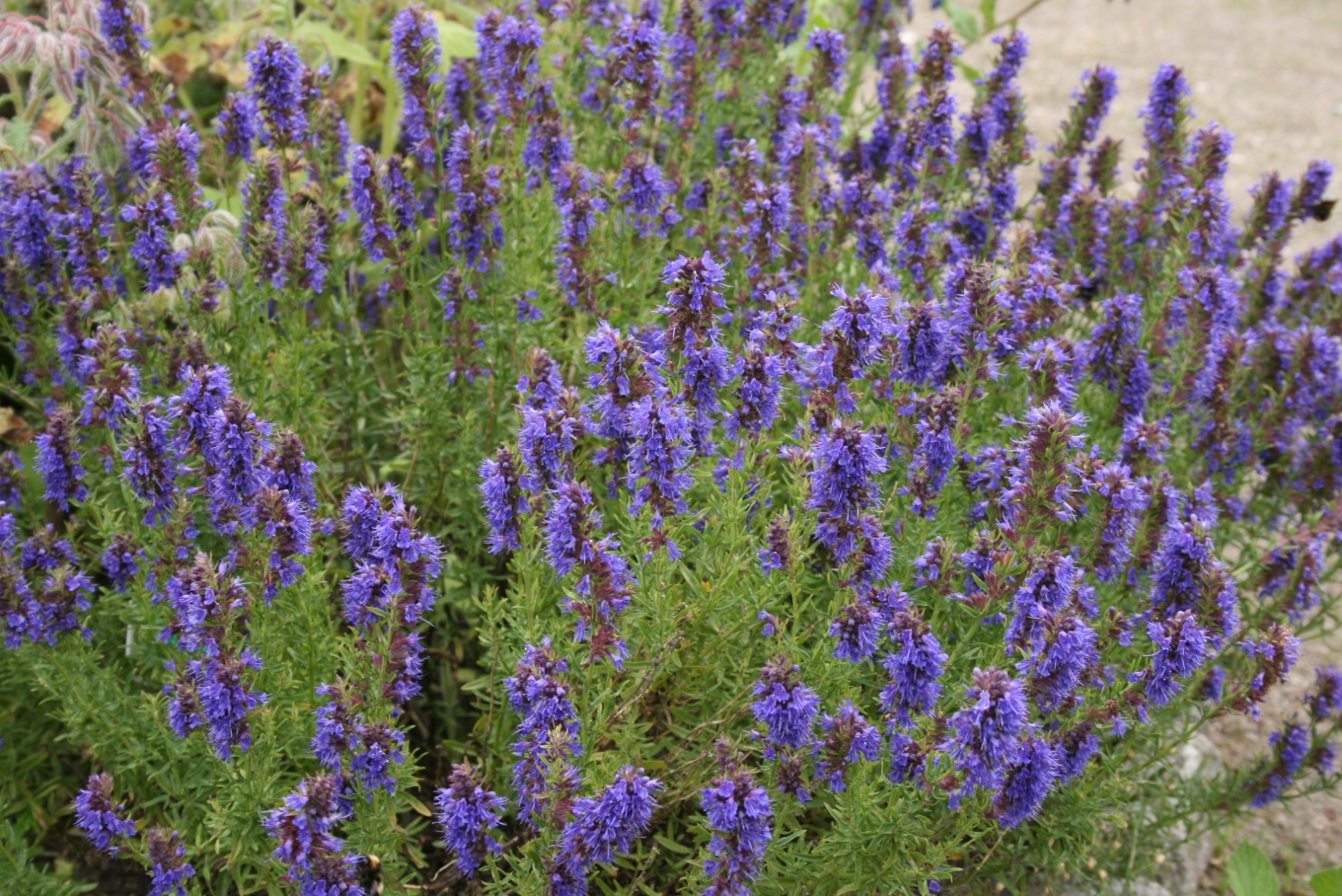
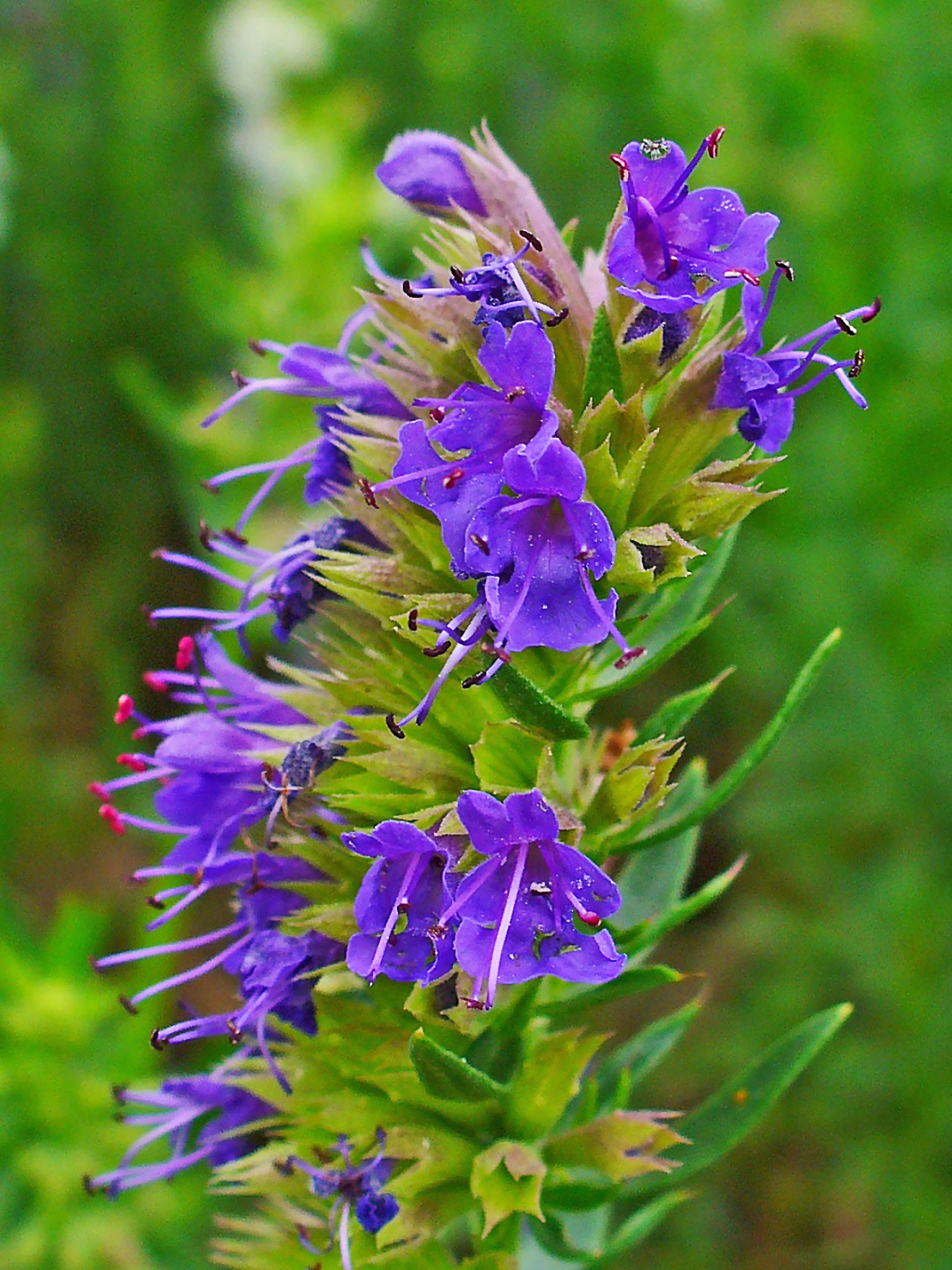
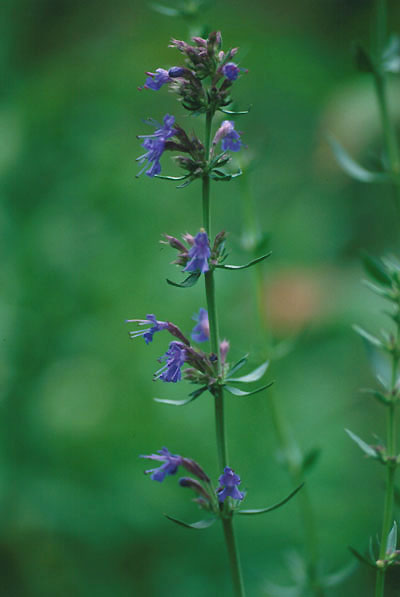
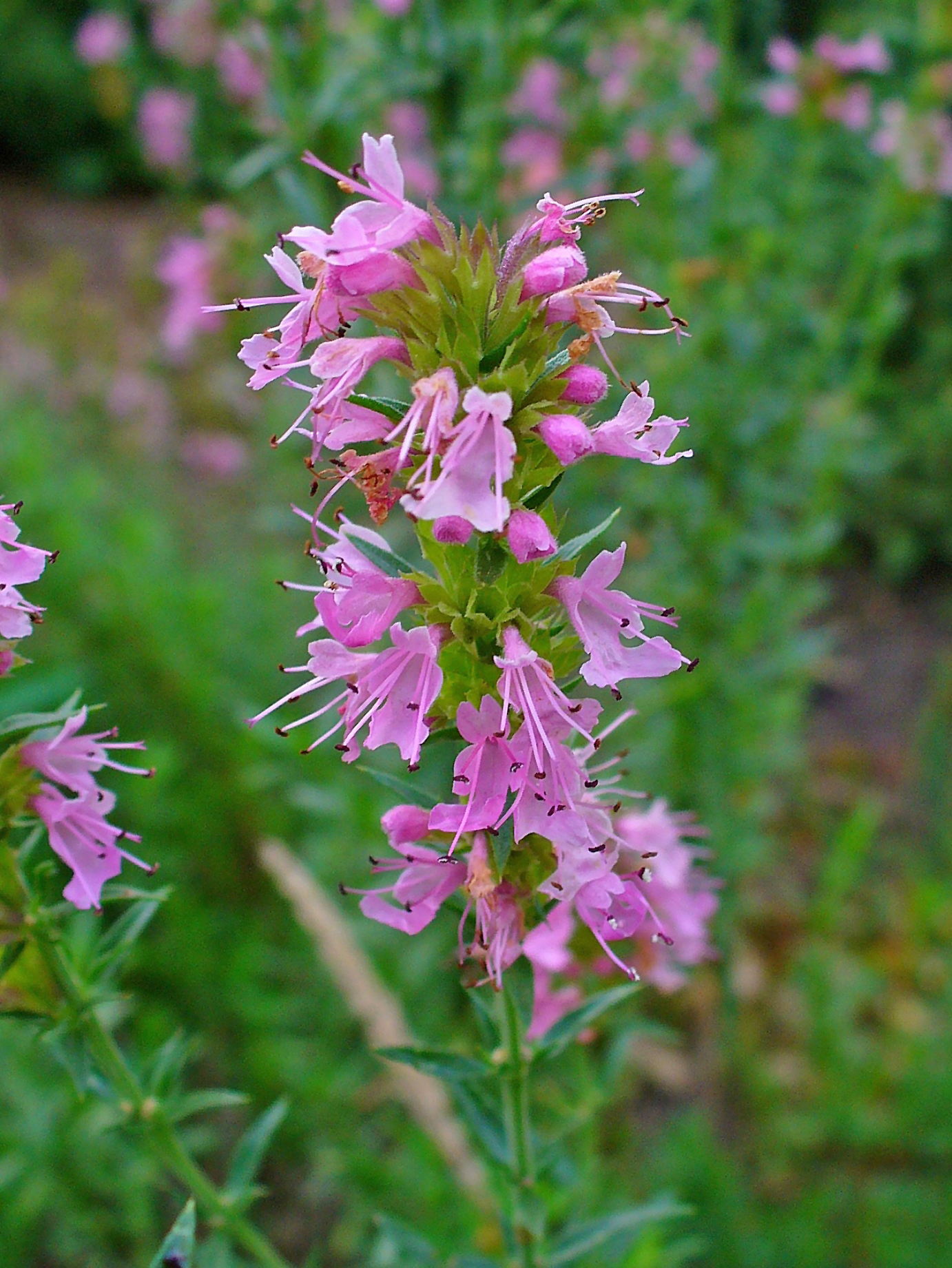
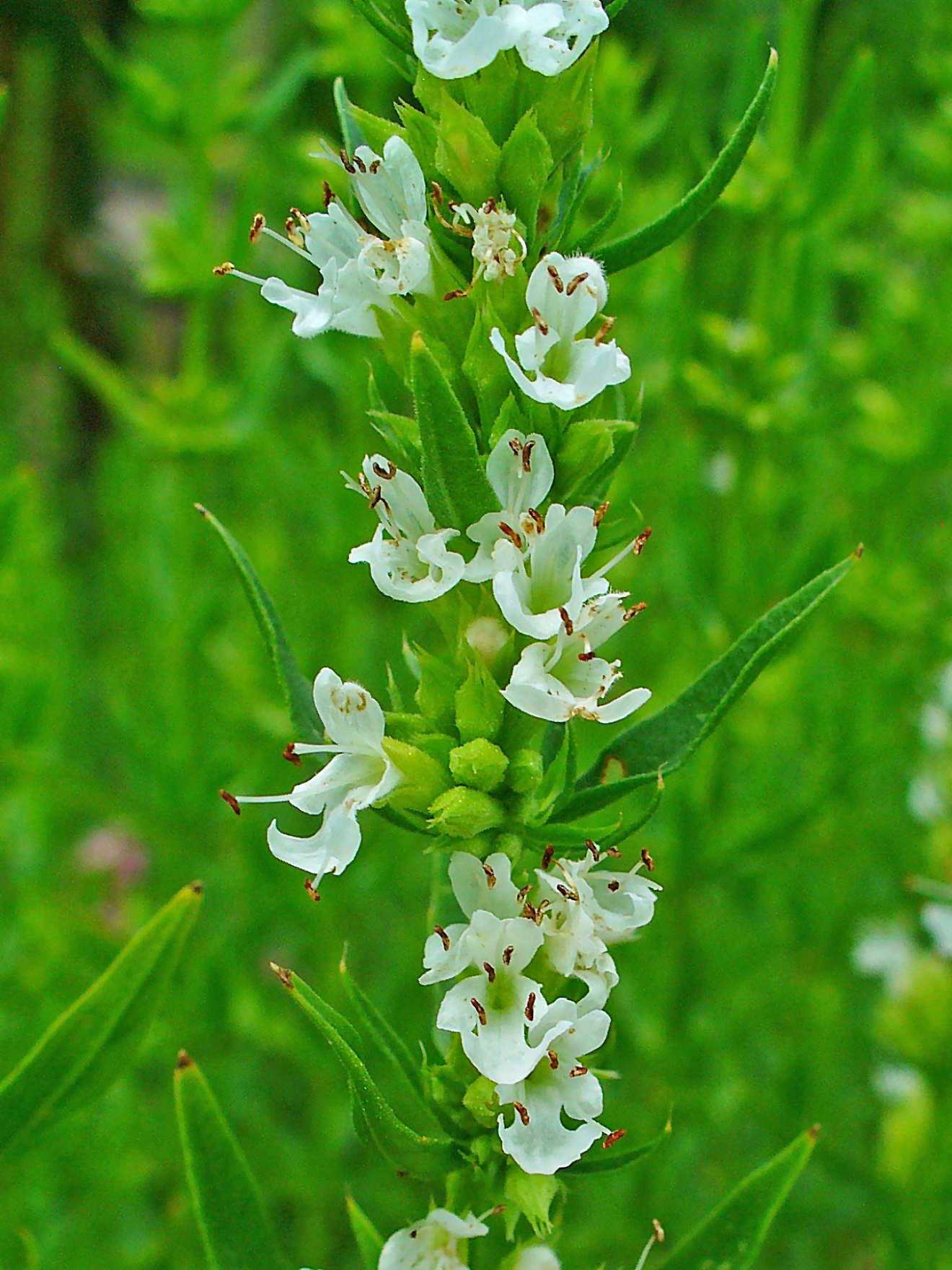